# راس القرية (إب)

تعديل مصدري - تعديل

راس القرية محلة تابعة لقرية المشراق، التابعة لعزلة ميتم بمديرية إب إحدى مديريات محافظة إب في الجمهورية اليمنية.، بلغ تعداد سكانها 431 حسب تعداد اليمن لعام 2004.